# Анастос, Эрни
Э́рни Фи́ллип Ана́стос (англ. Ernie Phillip Anastos; род. 12 июля 1943, Нашуа, Нью-Гэмпшир, США) — американский телеведущий, репортёр, тележурналист и писатель. С 2005 года — ведущий новостей на канале Fox 5 NY (WNYW) в Нью-Йорке. Создатель и ведущий программы «Positively Ernie». Более 30 раз становился обладателем и номинантом на премию «Эмми». Так, в 2011 году Анастос стал первым и единственным телеведущим из Нью-Йорка, которому была вручена премия «Эмми» за жизненные достижения. Член Зала славы ведущих Нью-Йорка. В 2017 году был награждён и получил высокую оценку от мэра Нью-Йорка Билла Де Блазио, объявившего 21 марта Днём Эрни Анастоса в городе Нью-Йорк. В 2010 году газета «The New York Times» назвала Анастоса «вездесущим ведущим».
Будучи активным деятелем греческой диаспоры, является членом Ордена святого апостола Андрея (архонт иеромнимон Вселенского Патриархата, 1987) и благотворительного фонда «Leadership 100» Греческой православной архиепископии Америки, оказывающего поддержку организациям Американской архиепископии в продвижении и развитии греческого православия и эллинизма в США. Фонд был создан в 1984 году под эгидой архиепископа Иакова.

## Биография
Анастасиос Анастасиу, дед Эрни Анастоса по отцовской линии, был одним из первых греческих православных священников, рукоположенных в Америке, и одним из основателей Греческой православной архиепископии Америки. Его отец, Филлип Анастос, родился в деревне недалеко от Ларисы (Фессалия, Греция), занимался туристическим бизнесом, став известной и уважаемой фигурой в Бостоне (Массачусетс). Родители его матери, которая родилась в Лоуэлле (Массачусетс), происходили из Трикалы (Фессалия, Греция). Филлип Анастос был единственным в Новой Англии агентом греческой авиакомпании Olympic Airlines, когда она была основана в 1960-х годах Аристотелем Онасисом, с которым отец Эрни развивал деловые отношения, имея несколько собственных туристических агентств в США и Греции. Также Филлип Анастос вёл собственную утреннюю воскресную радиопередачу «Grecian Echoes».
Вырос в Нью-Гэмпшире. В 10-летнем возрасте начал увлекаться телерадиовещанием, а в 12 лет соорудил дома собственную радистанцию.
Когда Эрни исполнилось 16 лет, он получил свою первую работу на радиостанции WOTW в Нашуа.
Служил в Армии США в качестве специалиста по связи.
Окончил Северо-Восточный университет со степенью бакалавра искусств. С 1991 года является членом корпорации этого учебного заведения. Получил послевузовское профессиональное образование в Колумбийском университете.
После окончания Северо-Восточного университета работал на радиостанции WROR-FM в Бостоне.
В 1976 году начал работать на телевидении. В разное время был ведущим на каналах WPRI-TV (1976—1978) в Провиденсе (Род-Айленд), WABC-TV (1978—1989), WCBS-TV (1989—1994, 2001—2005), WWOR-TV (1997—2000) и WNYW-TV (2005—н. в.), а также репортёром CBS This Morning, CBS Evening News и заменяющим ведущим программы «Good Morning America» на ABC.
Освещал крупные события для CBS, ABC и FOX, в том числе гибель принцессы Уэльской Дианы (1997) и Джона Ф. Кеннеди-младшего (1999), брал интервью у политических лидеров, включая президентов США Джимми Картера, Джорджа Буша-старшего и Билла Клинтона, президента СССР Михаила Горбачёва, а также у южноафриканского епископа Десмонда Туту, в 2004 году встречался с Фиделем Кастро на Кубе в рамках создания серии докладов в связи с 45-й годовщиной Кубинской революции, освещал террористические акты 11 сентября 2001 года и пр.
Учредитель и владелец компании «Anastos Media Group», которой принадлежит сеть радиостанций. Компания была основана в 1998 году в городе Мальта (Нью-Йорк).
Постоянный колумнист журнала «Family Circle».
С 2014 года — член совета попечителей Нью-Йоркского технологического института. Почётный доктор этого учебного заведения (2013). Также является почётным доктором нескольких колледжей и Университета Священного Сердца.

## Личная жизнь
В браке с Керри Анастос имеет троих детей. Проживает в Армонке (Уэстчестер). Отец Керри Анастос, Спиридон Кутрос, был священником.
Прихожанин греческой православной церкви.
Увлекается игрой в гольф и плаванием.
Имеет сестёр Марию и Джорджию.

## Книги
- Twixt: Teens Yesterday and Today (1983)
- Ernie & the Big Newz: The Adventures of a TV Reporter (2007)
- Civility in America Volume II: New Essays from America’s Thought Leaders (2015)[27][28]